# Långaryd, Österlen
Långaryd är en mindre ort, bestående av ett antal gårdar på Österlen i Simrishamns kommun, belägen nordnordväst om Simrishamn.